# بشتونستان
بشتونستان (بالبشتونية: پښتونستان) هي منطقة تاريخية تقع على الهضبة الإيرانية، البشتون سكانها الأصليون في هذه المنطقة نشأت اللغة والثقافة والهوية البشتونية. تحد منطقة بشتونستان من جهة الشمال تركستان، ومن الشمال الشرقي كشمير، ومن الشرق البنجاب، ومن الجنوب بلوشستان، ومن الغرب إيران.
أثناء الحكم البريطاني للهند سنة 1893 رسم مارتيمور ديورند خط ديورند، محددًا مناطق النفوذ بين إمارة أفغانستان والهند البريطانية خلال اللعبة الكبرى، خط ديورند ترك حوالي نصف أراضي البشتون التاريخية تحت الحكم الاستعماري البريطاني؛ إلى اليوم يشكل خط ديورند الحدود الدولية المعترف بها بين أفغانستان وباكستان. يمتد وطن البشتون التقليدي تقريبًا من المناطق الواقعة جنوب نهر جيحون في أفغانستان إلى المناطق الواقعة غرب نهر السند في باكستان؛ أي المناطق الجنوبية الغربية والشرقية وبعض المناطق الشمالية والغربية من أفغانستان، وبختونخوا وشمال بلوشستان من باكستان.
كان بايزيد الأنصاري وخوشحال خان ختك زعيمين قادا البشتون للثورة على سلطنة مغول الهند، في القرنين 16 و17. خلال هذا الوقت، حكم المغول الأجزاء الشرقية من بشتونستان بينما كانت الأجزاء الغربية تحت حكم الدولة الصفوية. اكتسبت بشتونستان الحكم الذاتي لأول مرة سنة 1709، عندما ثار مير ويس خان ضد الصفويين وأسس الدولة الهوتاكية. بعد سقوط الدولة الهوتاكية حقق البشتون مرة أخرى الوحدة تحت قيادة أحمد شاه الدراني، الذي أسس الإمبراطورية الأفغانية سنة 1747. لكن في القرن 19، فقدت الإمبراطورية الأفغانية أجزاء كبيرة من أراضيها الشرقية لصالح إمبراطورية السيخ ولاحقًا إلى صالح الإمبراطورية البريطانية. من بين نشطاء الاستقلال الهنود المشهورين كان عبد الغفار خان وعبد الصمد خان أشكزي وميرزالي خان من أصل بشتوني. عارض عبد الغفار خان وحركة خدي خدمتجار بشدة تقسيم الهند على أسس دينية هندوسية-إسلامية.   عندما أعلن المؤتمر الوطني الهندي قبوله لخطة التقسيم دون استشارة قادة خدي خدمتجار، أعرب عبد الغفار خان عن رفضه الشديد لذلك. على الرغم من قرار بانو، الذي طالبت فيه حركة خدي خدمتجار بأن تصبح مقاطعة الحدود الشمالية الغربية ذات الأغلبية البشتونية دولة بشتونية مستقلة، بعد استفتاء إقليم الحدود الشمالية الغربية سنة 1947، دُمجت مقاطعة الحدود الشمالية الغربية في دومينيون باكستان.  قاطعت حركة خدي خدمتجار الاستفتاء، ورفض عبد الغفار خان وشقيقه خان عبد الجبار خان رئيس الوزراء آنذاك نتائج الاستفتاء، وأشار خان عبد الجبار خان إلى أن الناخبين لم يمنحوا خيار جعل الإقليم الحدودي الشمالي الغربي دولة مستقلة أو خيار الوحدة مع أفغانستان، بدلاً من ذلك كان الناخبون أمام خيارين فقط، الانضمام إلى الهند أو إلى باكستان.  في وقت لاحق، صرح خان عبد الجبار خان بأسف أن: "بشتونستان لم تكن أبدًا حقيقة واقعة" وأن فكرة استقلال بشتونستان لن تساعد البشتون أبدًا ولن تسبب لهم سوى المعاناة. وذكر كذلك أن: "الحكومات الأفغانية المتعاقبة استغلت الفكرة فقط لتحقيق أهدافها السياسية". علاوة على ذلك، أدت المشاركة المتزايدة للبشتون في الدولة والحكومة الباكستانية إلى تآكل أي دعم متبقي لحركة بشتونستان الانفصالية بحلول نهاية عقد الستينيات. في سنة 1969، دُمجت الولايات الأميرية سوات ودير وشيترال وأمب في مقاطعة الحدود الشمالية الغربية الباكستانية. في سنة 2018، دمجت المناطق القبلية ذات الأغلبية البشتونية الخاضعة للإدارة الاتحادية، والتي كانت سابقًا تمثل منطقة عازلة مع أفغانستان، في مقاطعة خيبر بختونخوا (المعروفة سابقًا باسم الإقليم الحدودي الشمالي الغربي)، الأمر الذي أدى إلى دمج المناطق البشتونية بالكامل مع باكستان.

## معرض الصور

صور لمنطقة بشتونستان
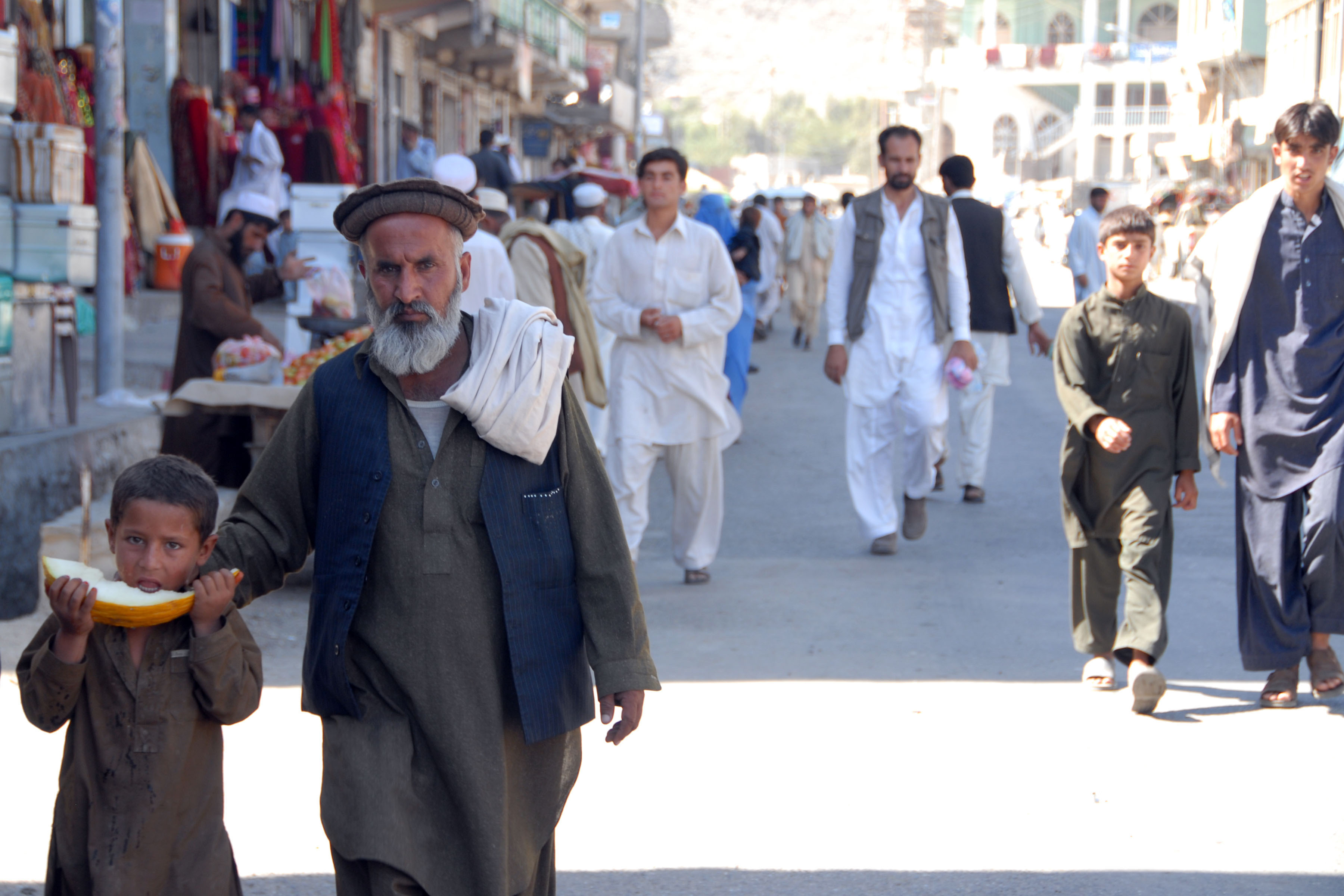
أسد أباد، عاصمة ولاية كنر الأفغانية.
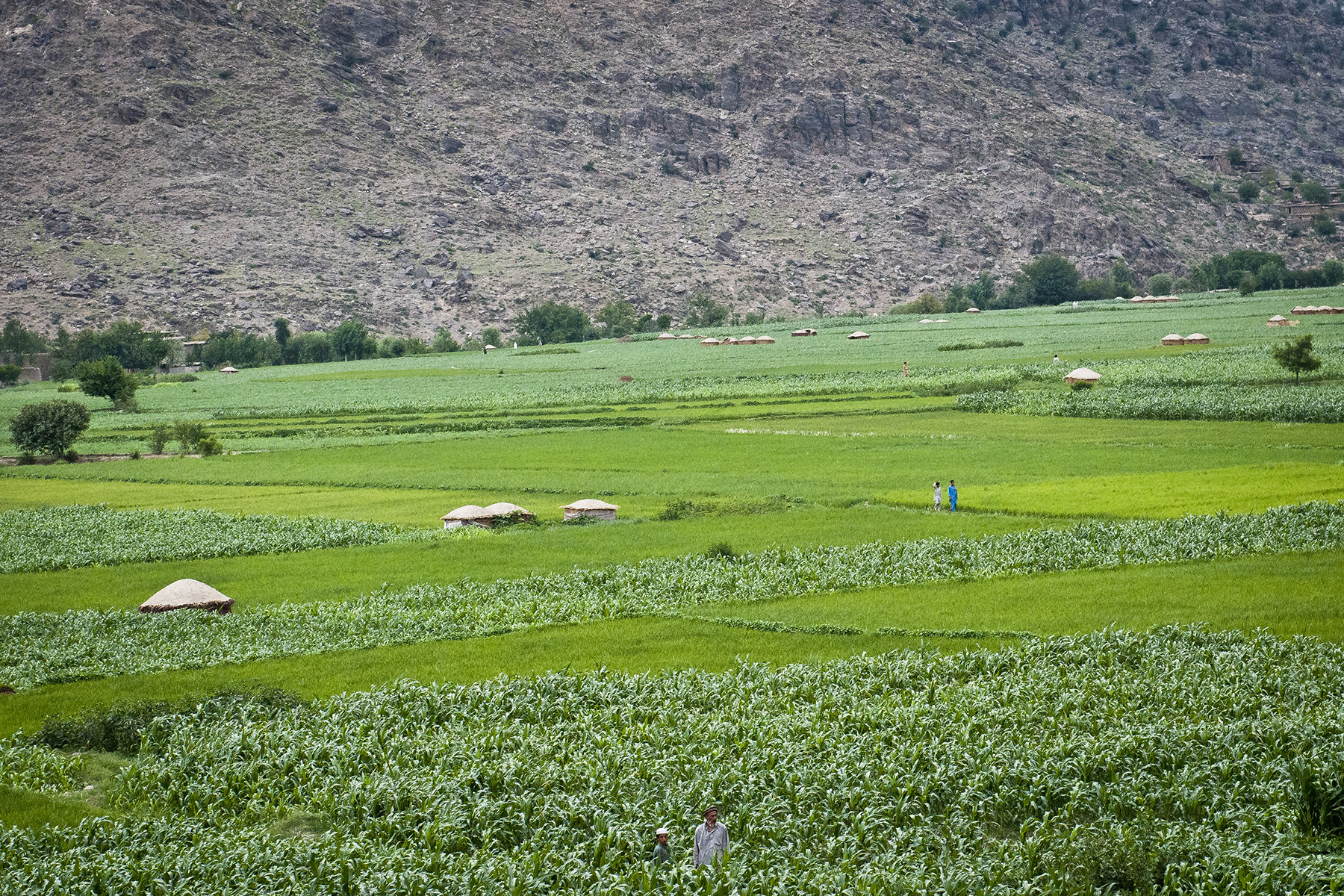
وادي نهر بيش
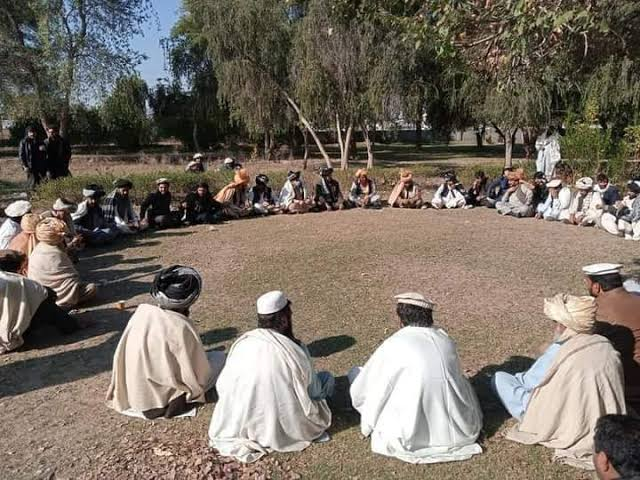
مجموعة من حكماء قبائل بشتونية، يجلسون في جركة، خيبر بختونخوا.
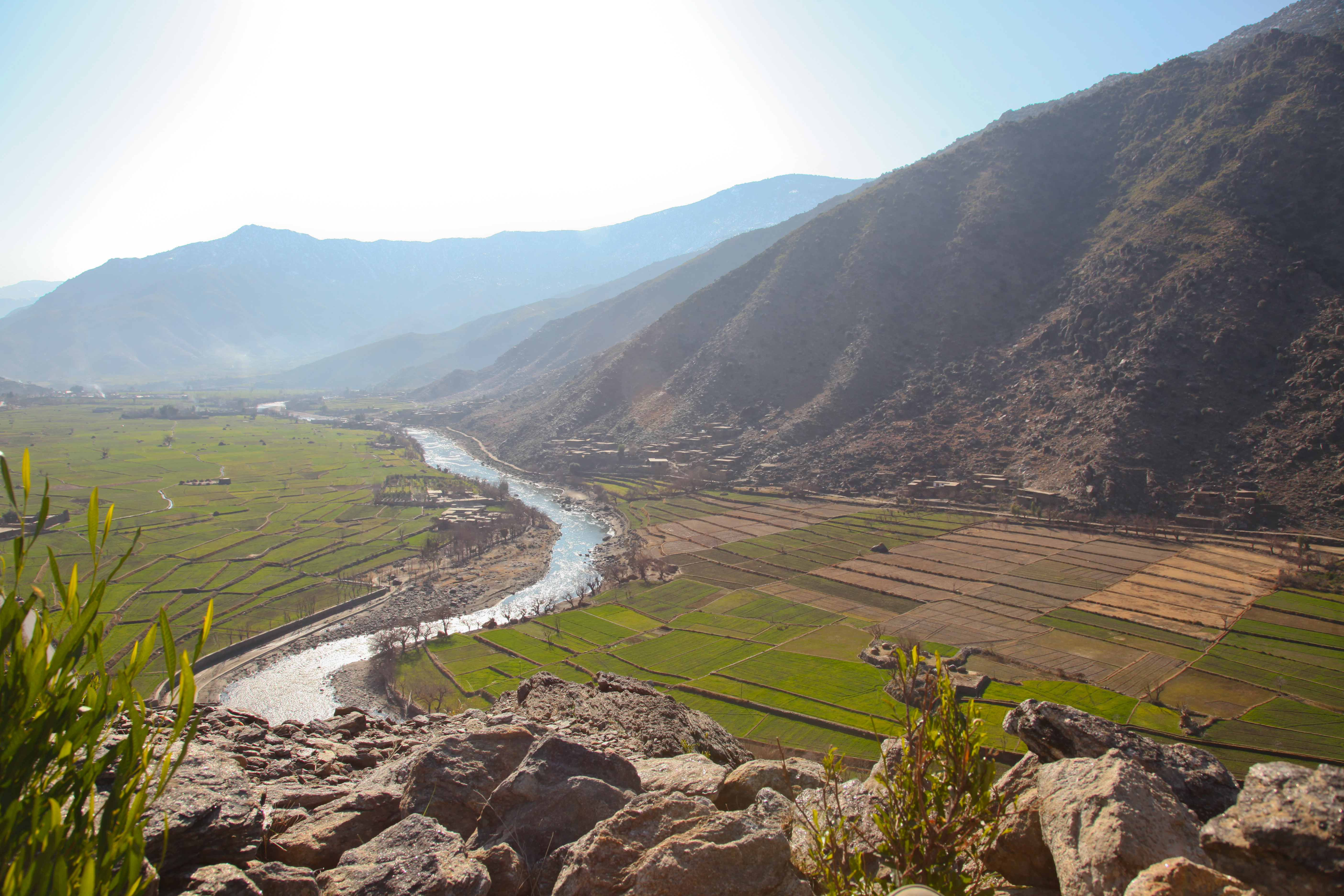
منطقة واتابور بولاية كنر.
التقاء روافد نهر كنر في ولاية ننكرهار.
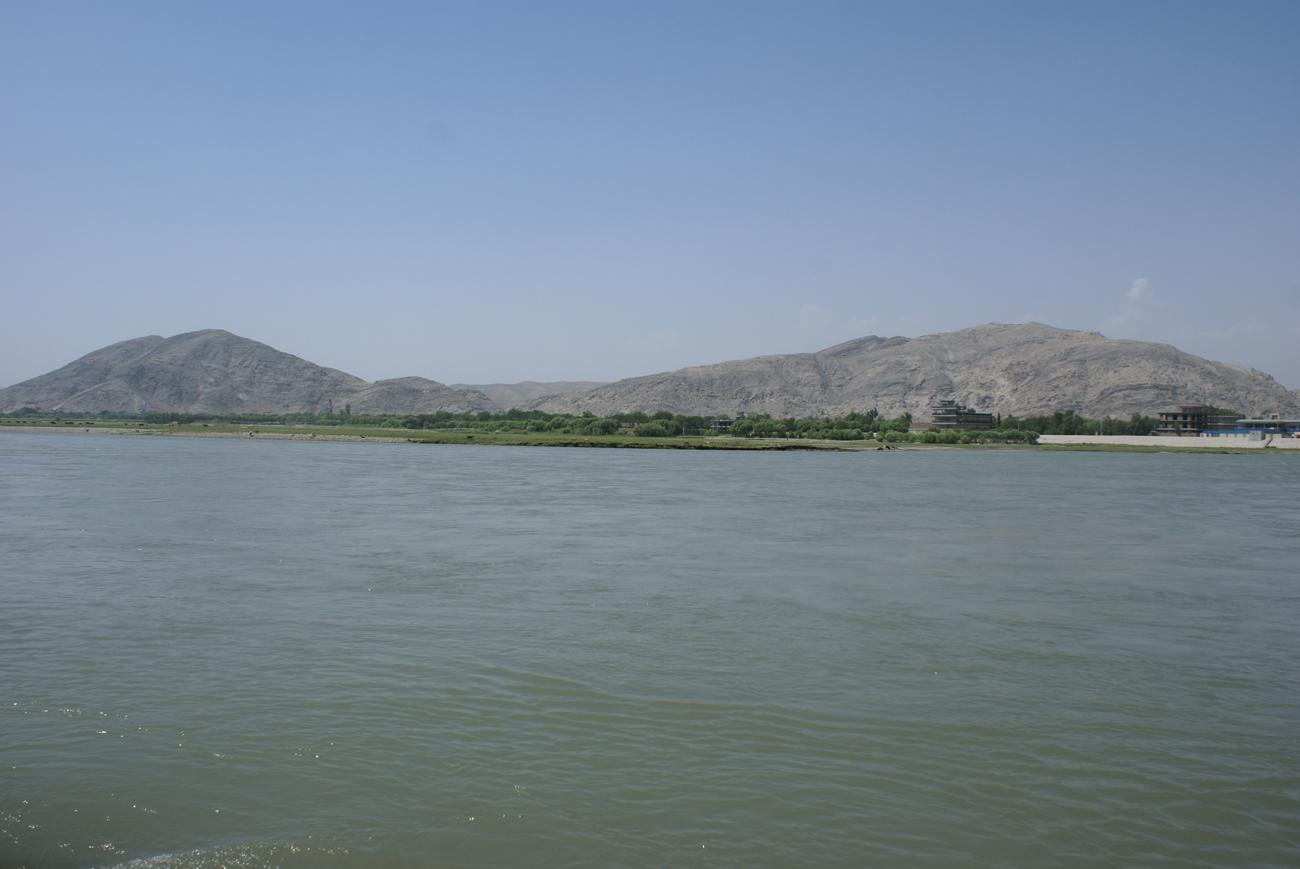
نهر كابل في جلال أباد.
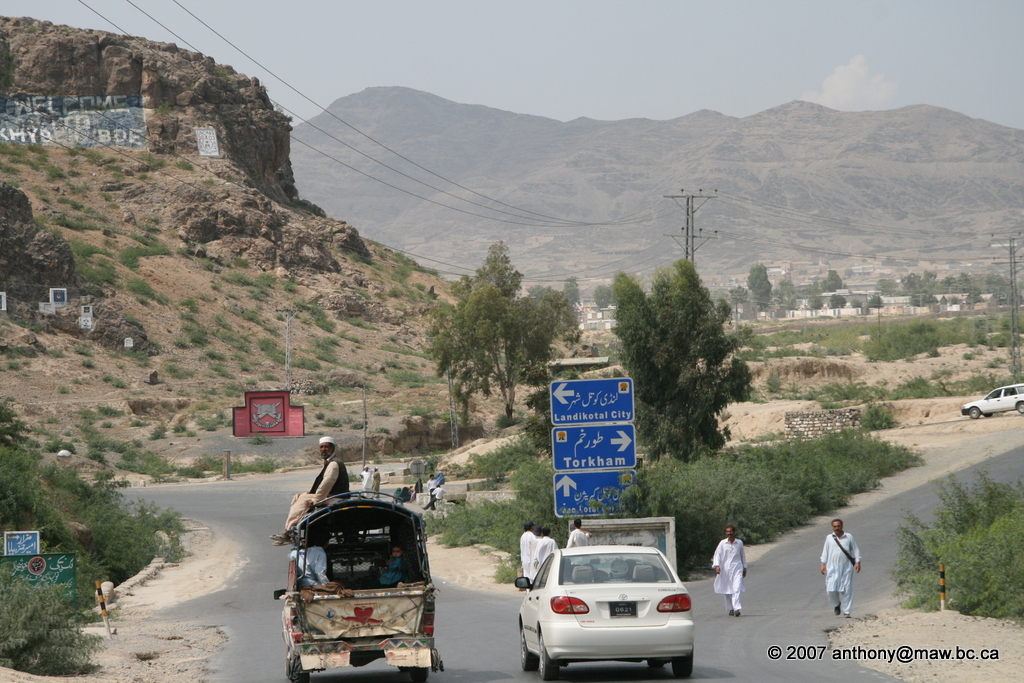
ممر خيبر في خيبر بختونخوا، باكستان.
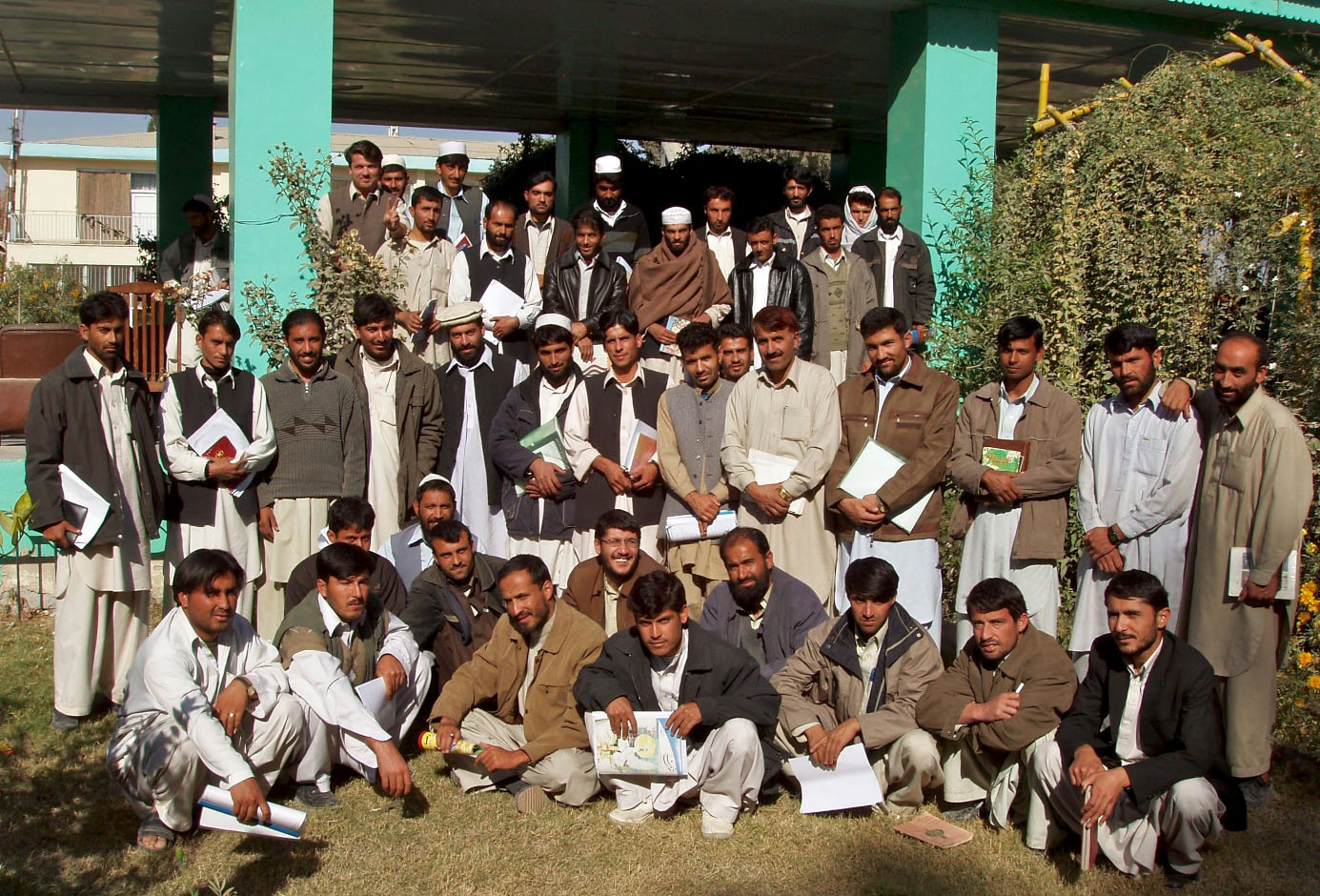
جامعة خوست، أفغانستان.
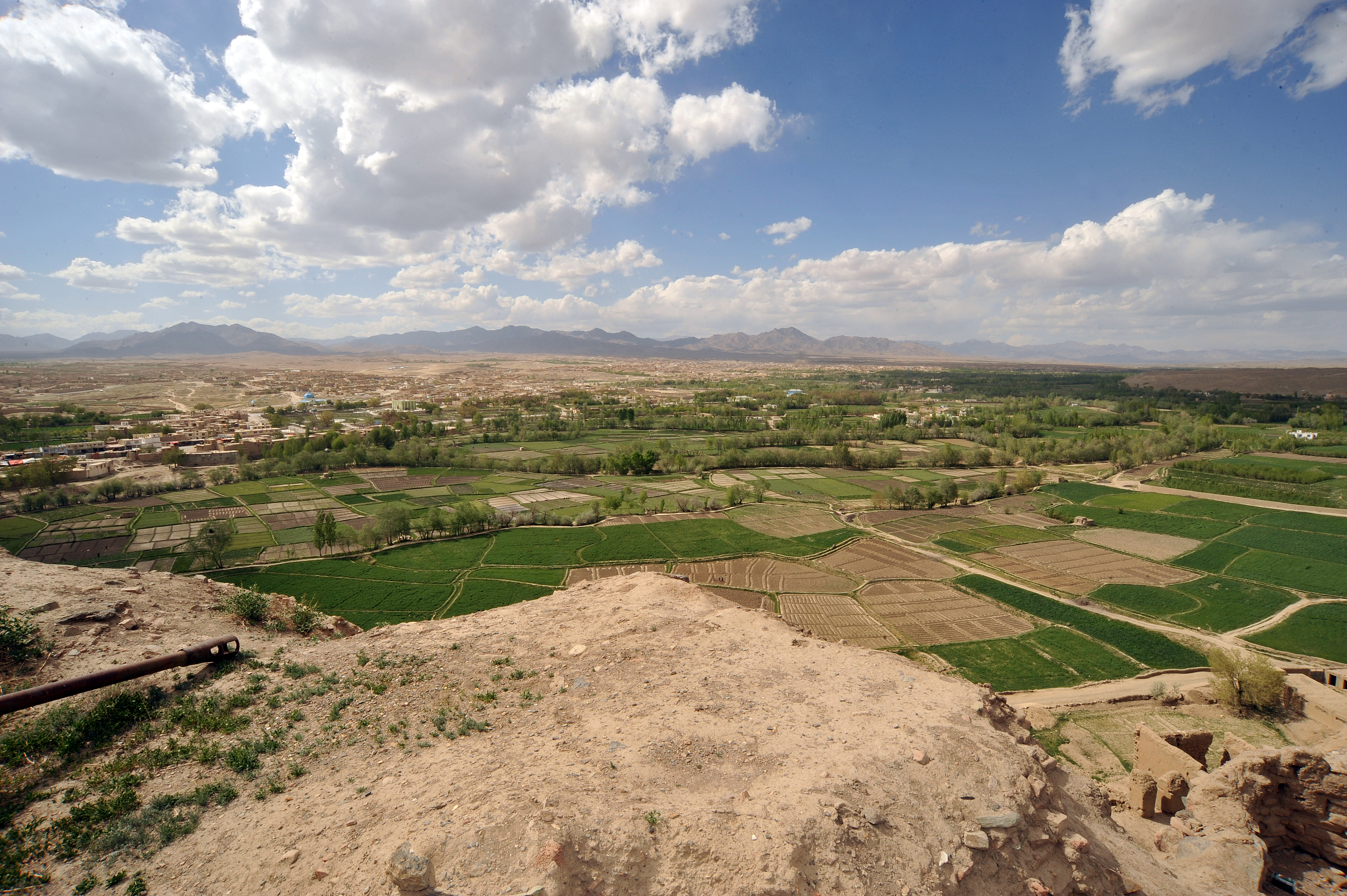
ولاية غزني، أفغانستان.
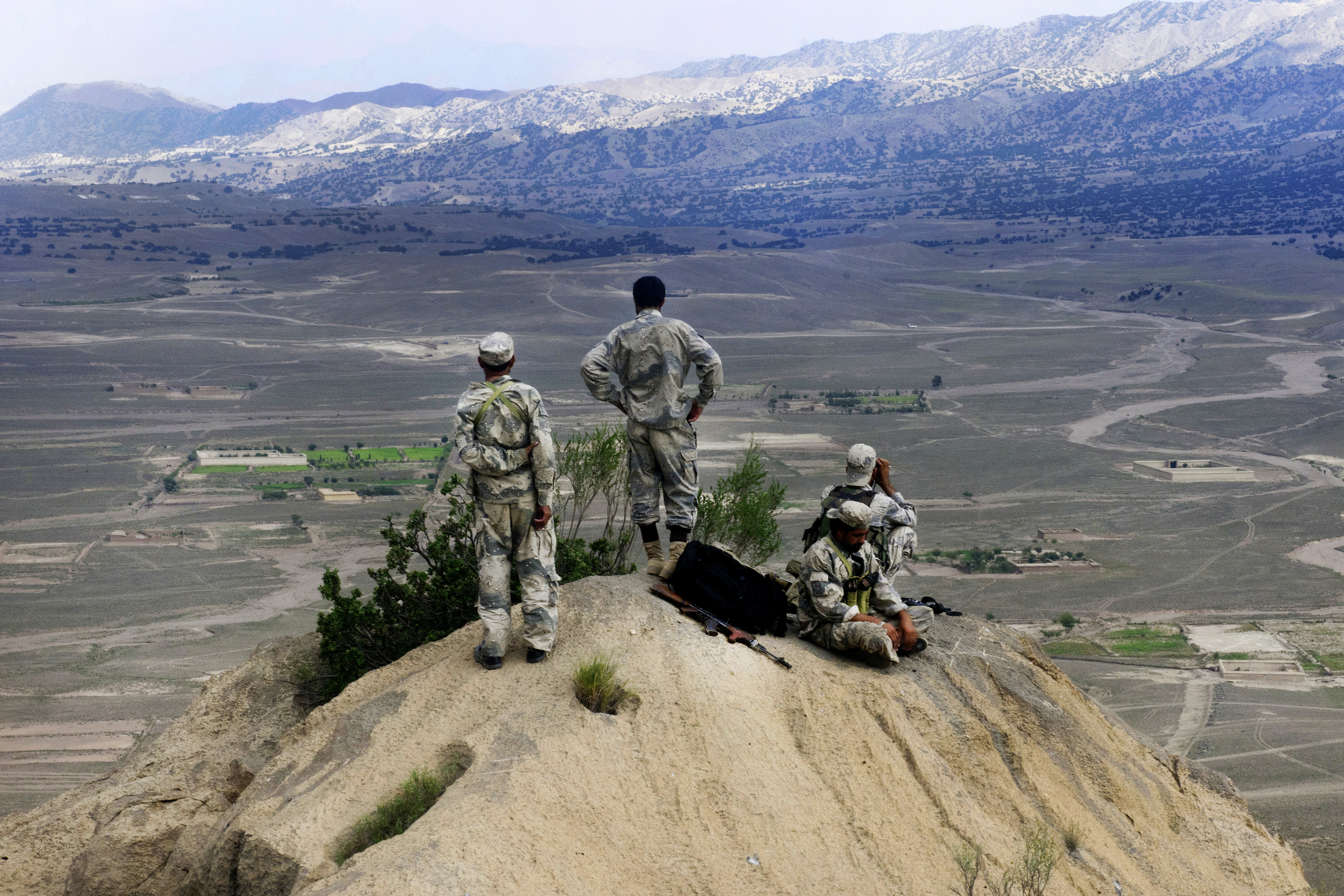
شرطة الحدود الأفغانية في ولاية بكتيكا.
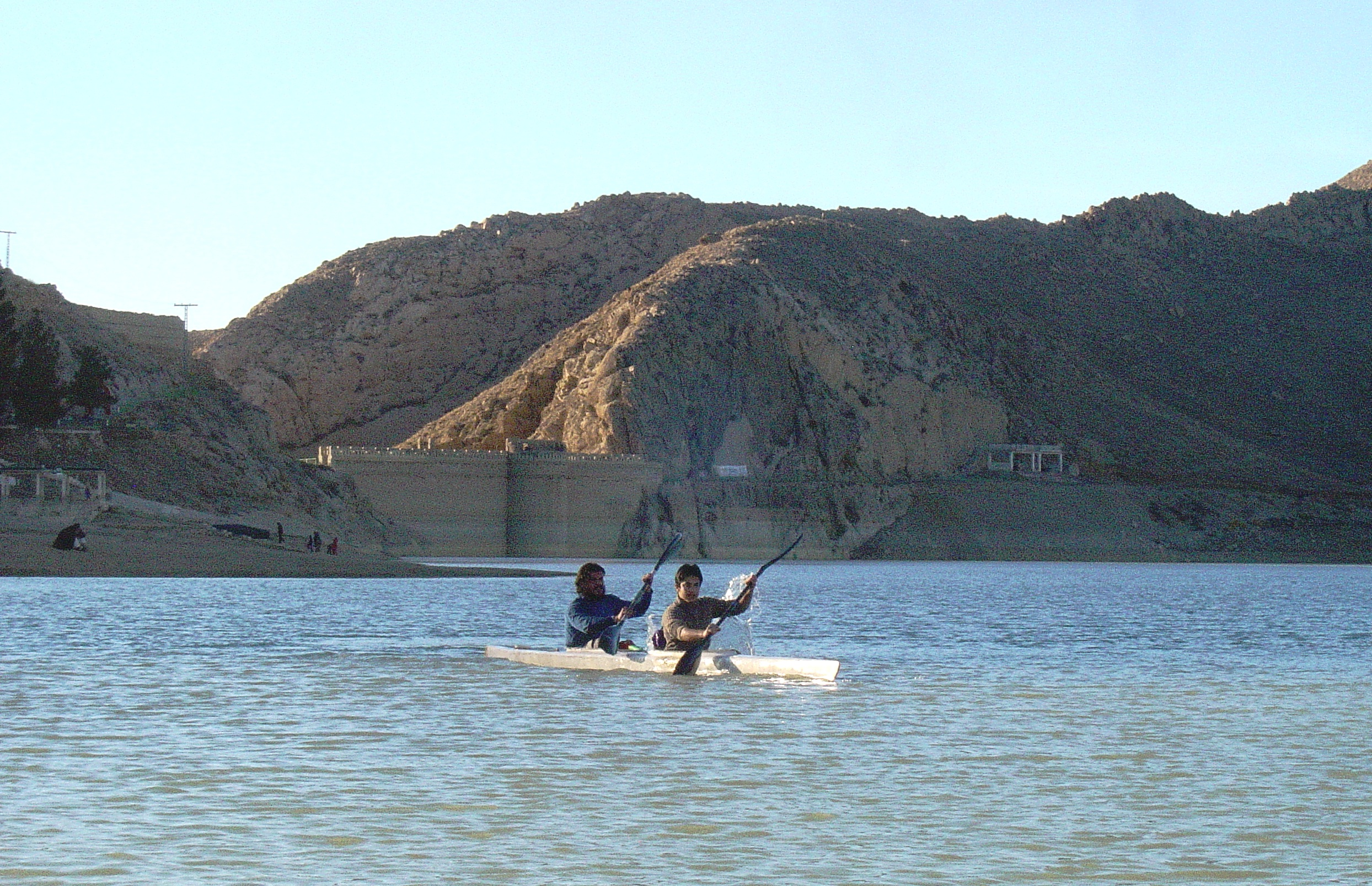
بحيرة في كويته، باكستان.
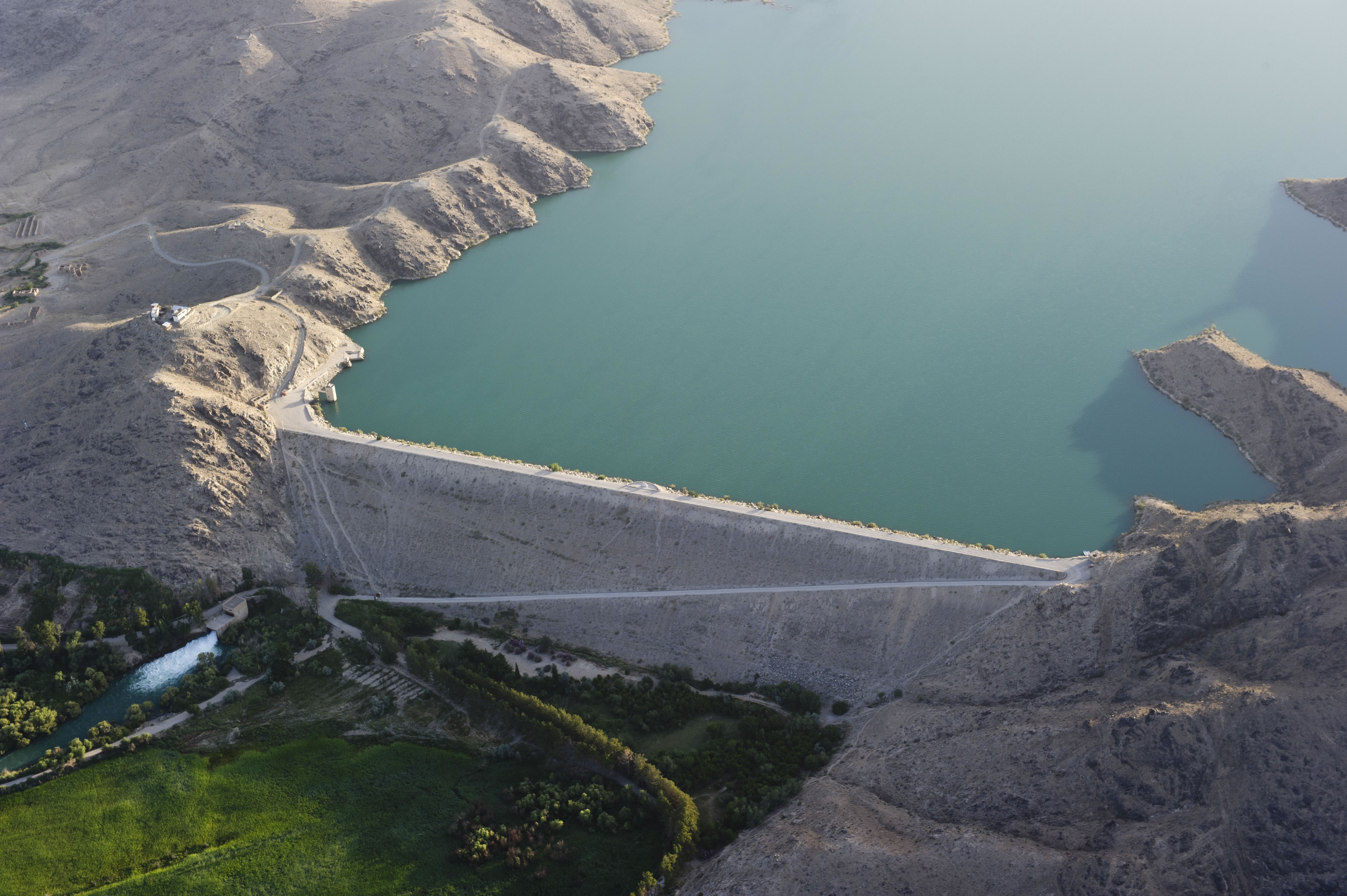
سد دحلة بولاية قندهار.
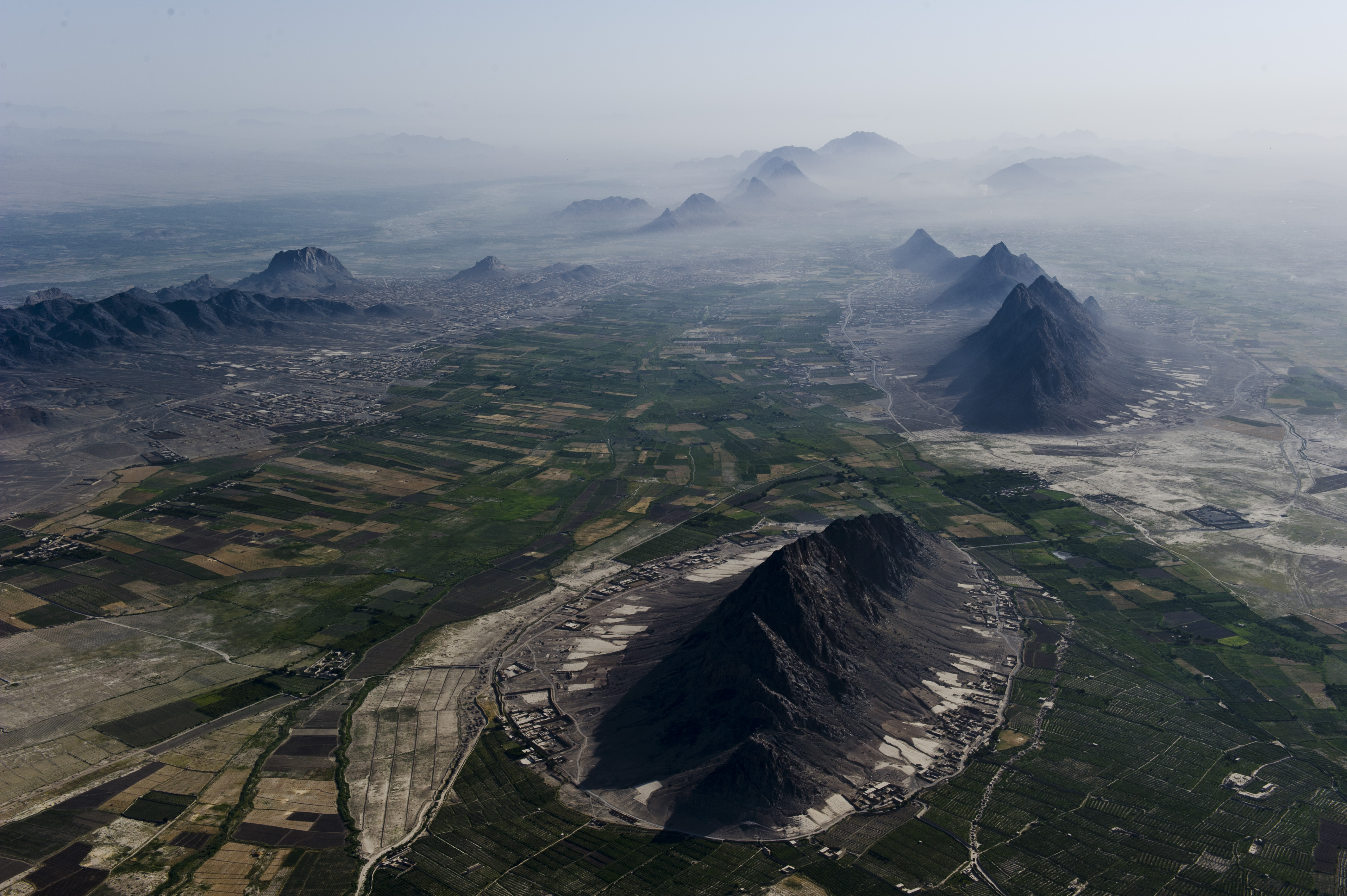
ولاية قندهار، أفغانستان.
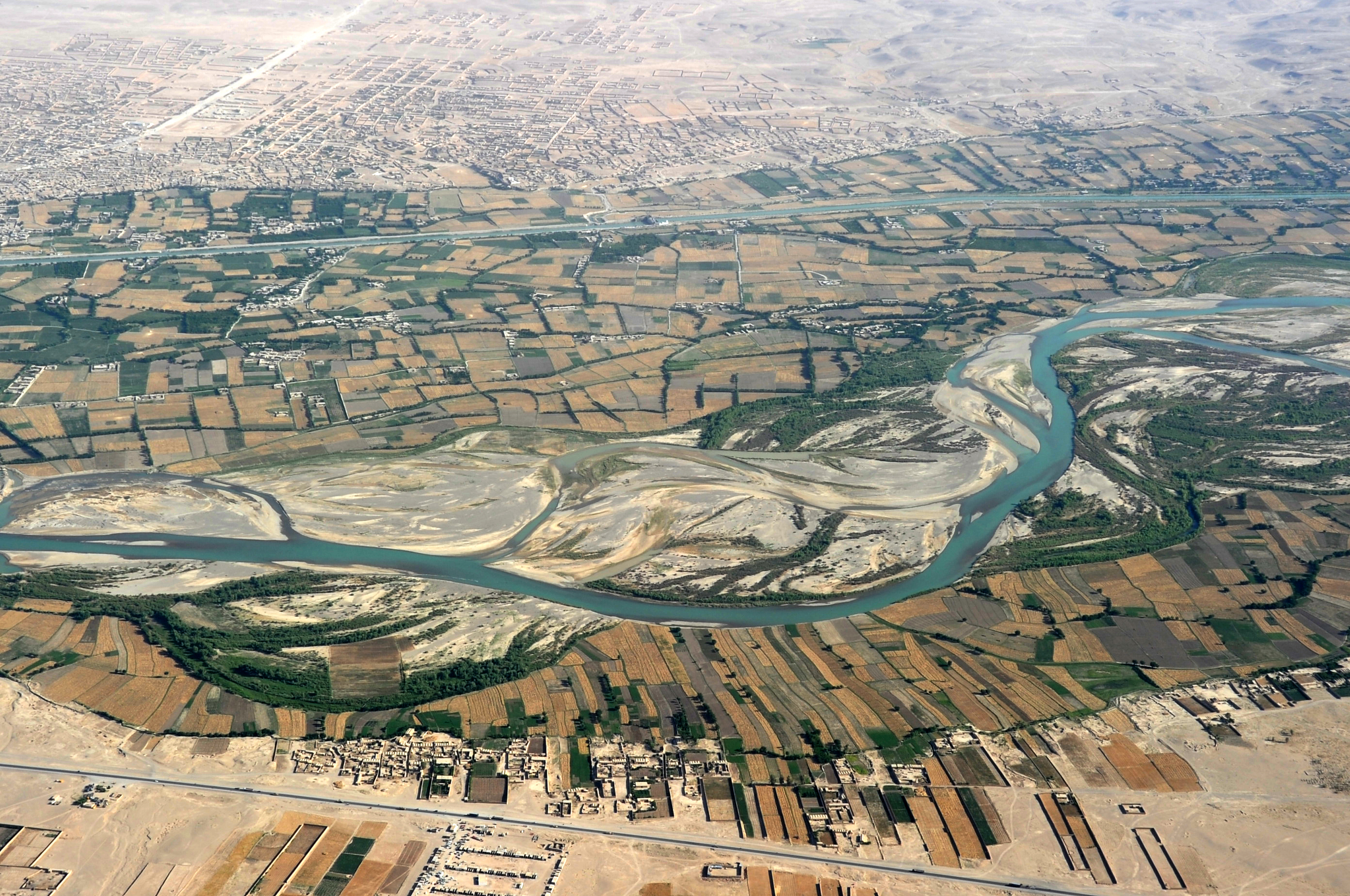
نهر هلمند في ولاية هلمند، أفغانستان.